# Sebastian Anton Scherer
Sebastian Anton Scherer (baptisé à Ulm le 4 octobre 1631 et décédé dans cette même ville le 26 août 1712) est un organiste et compositeur allemand de la période baroque.

## Biographie
On en sait très peu sur sa formation musicale. Il fut engagé à Ulm en qualité de musicus (c'est-à-dire vice-organiste) le 17 juin 1653. Il est donc l'assistant de Thomas Eberlin, organiste de la cathédrale d'Ulm, dont il épousera la fille.
En 1668, Scherer est promu Director musices, et à ce titre il dirige le Collegium Musicum et instruit les jeunes garçons de la maîtrise.
On le retrouve à l'église Saint-Thomas de Strasbourg, où il semble avoir été organiste consultant (et non pas organiste officiel puisqu'on le retrouve très vite à Ulm).
Il succède en 1671 à Thomas Eberlin pour le poste d'organiste de la cathédrale d'Ulm qu'il conservera jusqu'à sa mort.

## Œuvres
Peu d'œuvres de Scherer lui ont survécu, ce qui est commun à une époque où peu de partitions sont publiées et où la plupart des compositions se transmettent par copies manuscrites. Dans celles qui sont parvenues jusqu'à nous, on note une forte influence de la musique italienne (en particulier dans l'œuvre pour orgue qui tient fortement de Girolamo Frescobaldi). Cette influence est typique dans la tradition de l'Allemagne du Sud dont Scherer est un des représentants.
- Musica Sacra Op.1 (messes, psaumes et motets avec instruments) - 1665. Pour voix et instruments
- Tablatura in cymbalo et organo intonatorium brevium per octos tonos Op.2 (Deux livres) - 1664
- Sonatae Op. 3 (Sonates en trio pour deux violons et viole de gambe) - 1680
- Suites pour luth (perdues)
- Jubilate Deo, O quam mirabilis (perdu)